# Герб Сальвадору
Герб Сальвадо́ру — офіційний геральдичний символ держави Республіки Ель Сальвадор, що розташовується у Центральній Америці. Остаточний вигляд герба було затверджено 15 вересня 1912 року.
На першому плані, у центрі герба — трикутник, в якому розміщені п'ять вулканів, які виходять з моря. Вони символізують п'ять держав-членів Об'єднаних Областей Центральної Америки. Над вулканами червоний фригійський ковпак (символізує свободу), підвішений на палиці перед золотим сонцем та датою 15 вересня 1821 року. Зверху — веселка, яка є символом миру. Позаду гербів є п'ять прапорів, які представляють прапори Федеративної Республіки Центральної Америки. Під ними розміщений сувій із національним гаслом ісп. «Dios, Unión, Libertad» («Бог, Союз, Свобода»). Усі ці елементи оточує вінок із лавру, зв'язаний під національним прапором. Вінок поділений на 14 частин. Вони вказують на 14 департаментів Сальвадору.
Герб оточений золотими літерами ісп. «REPÚBLICA DE EL SALVADOR EN LA AMÉRICA CENTRAL» («Республіка Сальвадор у Центральній Америці»)